# Barbara (metropolitana di Parigi)
Barbara (in precedenza nota con il nome provvisorio di Verdun-Sud) è una stazione della linea 4 della Metropolitana di Parigi.

## Corrispondenze
- Bus RATP: 128, 323.